# Hrabstwo Lake (Minnesota)

Piramida wieku hrabstwa

Hrabstwo Lake ze stolicą w Two Harbors znajduje się w północnej części stanu Minnesota, USA. Według danych z roku 2010 zamieszkuje je 10866 mieszkańców.

## Warunki naturalne
Hrabstwo zajmuje obszar 7746 km² (2991 mi²), z czego 5437 km² (2100 mi²) to lądy, a 2309 km² (892 mi²) wody. Graniczy z 2 innymi hrabstwami:
- Hrabstwo Cook (wschód)
- Hrabstwo St. Louis (zachód)

### Główne szlaki drogowe
| - Minnesota State Highway 1 - Minnesota State Highway 61 - Minnesota State Highway 169 |

## Demografia
Według spisu z 2000 roku hrabstwo Lake zamieszkuje 11058 osób, które tworzą 4646 gospodarstw domowych oraz 3140 rodzin. Gęstość zaludnienia wynosi 2 osóby/km². Na terenie hrabstwa jest 6840 budynków mieszkalnych o częstości występowania wynoszącej 1 budynek/km². Hrabstwo zamieszkuje 97,99% ludności białej, 0,10% ludności czarnej, 0,70% rdzennych mieszkańców Ameryki, 0,18% Azjatów, 0,01% mieszkańców Pacyfiku, 0,14% ludności innej rasy oraz 0,88% ludności wywodzącej się z dwóch lub więcej ras, 0,57% ludności to Hiszpanie, Latynosi lub inni. Pochodzenia norweskiego jest 22,3% mieszkańców, 17,8% niemieckiego, 14,3% szwedzkiego, 8,4% fińskiego, 6,3% irlandzkiego, a 5,4% angielskiego.
W hrabstwie znajduje się 4646 gospodarstw domowych, w których 27,1% stanowią dzieci poniżej 18. roku życia mieszkający z rodzicami, 57,8% małżeństwa mieszkające wspólnie, 6,6% stanowią samotne matki oraz 32,4% to osoby nie posiadające rodziny. 28% wszystkich gospodarstw domowych składa się z jednej osoby oraz 12,7% żyję samotnie i jest powyżej 65. roku życia. Średnia wielkość gospodarstwa domowego wynosi 2,32 osoby, a rodziny 2,83 osoby.
Przedział wiekowy populacji hrabstwa kształtuje się następująco: 22,3% osób poniżej 18. roku życia, 6,6% pomiędzy 18. a 24. rokiem życia, 24,5% pomiędzy 25. a 44. rokiem życia, 26,7% pomiędzy 45. a 64. rokiem życia oraz 20% osób powyżej 65. roku życia. Średni wiek populacji wynosi 43 lata. Na każde 100 kobiet przypada 99,7 mężczyzn. Na każde 100 kobiet powyżej 18. roku życia przypada 99,6 mężczyzn.
Średni dochód dla gospodarstwa domowego wynosi 40402 dolarów, a średni dochód dla rodziny wynosi 46980 dolarów. Mężczyźni osiągają średni dochód w wysokości 39719 dolarów, a kobiety 26500 dolarów. Średni dochód na osobę w hrabstwie wynosi 19761 dolarów. Około 5,5% rodzin oraz 7,4% ludności żyje poniżej minimum socjalnego, z tego 9,4% poniżej 18 roku życia oraz 5,7% powyżej 65. roku życia.

## Miasta
- Beaver Bay
- Finland (CDP)
- Silver Bay
- Two Harbors